# 斑鼻弧犁头鳐
斑鼻弧犁頭鰩（學名：Acroteriobatus variegatus），又稱斑鼻犁頭鰩、斑鼻琵琶鱝，為軟骨魚綱犁頭鰩目犁頭鰩科弧犁頭鰩屬的其中一種，被IUCN列為極危保育類動物，分布於北印度洋印度及斯里蘭卡海域，深度10至40公尺，本魚體延長而平扁，吻寬短而呈三角形，喙軟骨間隙前部窄，後部變寬，鼻孔斜，寬度約等於內緣間的距離；前緣具有發達的內鼻瓣，延伸至鼻孔後緣以外，齒細小而多，舖石狀排列。沿背部中線有小結節，數量為36個，從頸部延伸至第一背鰭，背鰭兩個，位於尾部，第一背鰭在腹鰭基底後方；尾鰭短小，上葉較大，下葉突出，後部無缺刻，背部顏色為灰色，腹部顏色較淺；吻背面有一條內側棕色帶和三條寬外側棕色帶，胸鰭和腹鰭有藍色雜色斑紋，腹面白色，體長可達75公分，棲息於沿海海域，為底棲性魚類，肉食性，卵胎生，生活習性不明。